# قادر عبدالله‌زاده

مقبرهٔ وی در پارک حسن زیرک

قادر عبدالله زاده (زادهٔ ۱ دی ۱۳۰۴ – درگذشتهٔ ۳۱ اردیبهشت ۱۳۸۸) نوازندهٔ شمشال کرد اهل ایران بود. او در بیش از ۲۰ کشور جهان به اجرای موسیقی پرداخته و یکی از نوازندگان موسیقی کردی و مقامیِ ایران بود. او در ساعات پایانی شب پنجشنبه ۳۱ اردیبهشت ۱۳۸۸ بر اثر بیماری ادم ریه و بیماری قلبی در ۸۳ سالگی در بیمارستان شهید قلی‌پور بوکان درگذشت. در مراسم خاکسپاری وی هزاران نفر از مردم شهرهای کُردستان شرکت کرده و وی را در جوارِ حسن زیرک به خاک سپردند.

## زندگی‌نامه
قادر عبدالله‌زاده (قالَه مَه‌رَه) در اول دی‌ماه ۱۳۰۴ در خانواده‌ای فقیر در روستای کلیجه متولد شد و از کودکی به کار کشاورزی و چوپانی مشغول بوده‌است. به گفتهٔ خودش، از کودکی با شمشال همدم بوده‌است، و چون به هنری که داشته علاقهٔ زیادی داشته‌است، هر جا و هر شهر و هر کوهساری و برای هر کسی شمشال می‌نواخته‌ و این امر مورد توجه مردم قرار می‌گرفت. تنها راه کسب درآمدش هم شمشال‌نوازی بود و از این راه امرار معاش می‌کرد.

## آثار
سالانه از وی در مراسم‌های مختلفی دعوت می‌شد که اسامی بعضی از آن‌ها عبارت است از:
جشنواره موسیقی نواحی ایران، جشنواره موسیقی دانشجویی، گرامیداشت‌های کشته شدگان بمباران شیمیایی سردشت، بمباران شیمیایی حلبچه و انفال مردم کردستان عراق و رادیو و تلویزیون.

## شمشال
عبدالله‌زاده به شمشال خود علاقهٔ زیادی داشت و به گفتهٔ وی کسی از شمشالی که او دارد ندارد و نمی‌تواند درست کند. این شمشال را حدود ۸۰ سال قبل، از فرزند یک سید، با یک رأس گوسفند معاوضه کرده‌بود. او می‌گفت: «عاشق شمشال سید شده‌بودم. چند بار رفتم پیشش و بهش پیشنهاد خرید شمشالش را دادم، ولی قبول نکرد. پس از مدتی مریض شد و مُرد. من هم شمشالش را از پسرش با یک رأس گوسفند، که آن زمان ۵ قِران قیمت داشته، معاوضه کردم». او می‌گفت: بعد از مرگ من شمشالم را به موزهٔ کردستان عراق منتقل کنید، چون قدیمی است و از نیاکانان کرد بر جای مانده و به دست من رسیده‌است و قدمت آن به ۱۵۰ سال قبل می‌رسد.
پدر، پدربزرگ و برادران عبدالله زاده هم از نوازندگان برجسته و مشهور شمشال بوده‌اند؛ ولی او می‌گفت که هیچ‌کس استاد او نبوده و ساز زدن را به او یاد نداده‌است.» عبدالله زاده خدا را استاد خود می‌دانست و می‌گفت: «همه چیز از یک خواب شروع شد. فصل پاییز بود، بچه بودم، مهمانی یکی از فامیل‌هایم دعوت شده‌بودیم برادرم و دو نفر دیگر از بستگانم شمشال می‌زدند من هم می‌خواستم شمشال بزنم، ولی مثل آن‌ها نمی‌توانستم آن‌ها هم مرا بیرون کردند و من هم گریه‌کنان به سمت یه خانهٔ گِلی دویدم و تا جایی که توانستم گریه کردم و همان‌جا خوابم برد. یک نفر به خوابم آمد و به من گفت: «عبدالقادر، عبدالقادر، پاشو، از بس گریه کردی حوصلهٔ خدا را هم سر بردی؛ برو و شمشال بزن» او ادامه می‌دهد: «وقتی از خواب بیدار شدم، شروع به نواختن شمشال کردم و دیگر قادرِ دیروز نبودم و کسی حریف من نبود».
لقب او «قاله مه‌ره» (به‌معنی «قادرِ آرام») بود و این لقب را شخصی معروف به شیخ محمد (شیخِ منطقهٔ برهان) به وی داد.
عبدالله زاده در بین ترانه‌هایی که آهنگشان را می‌نواخت، ترانهٔ «کا نبی خواز» را خیلی دوست داشت.
او می‌گفت: «فقط زمانی که عاشق بودم و حال‌وهوای جوانی در سر داشتم، در خلوت، حرف‌های عاشقانه‌ای را که در دل داشتم با شمشالم بیان می‌کردم و فقط برای خودم شمشال می‌زدم؛ وگرنه همیشه برای مردم شمشال می‌زدم. برای مردمی که موسیقی بیگانه گوششان را کر کرده و دارند موسیقی فولکلور و اصیل کرد را از یاد می‌برند!»
پس از مرگش، پیکر او با بدرقهٔ گستردهٔ مردم کُرد، جمعه اول خردادماه ۱۳۸۸ در کنار آرامگاه خوانندهٔ کُرد، حسن زیرک در دامنهٔ کوه نالشکینه در منطقهٔ کل‌تپهٔ بوکان به خاک سپرده شد.

## افتخارات
وی دارای عناوین زیادی است که برخی از آن‌ها عبارتند از:
- ۱۹۹۳: جایزهٔ آلمان به بهترین و اصولی‌ترین نوع نی‌نوازی (وی جایزهٔ سال ۱۹۹۳ خود را به دلیل صادر نکردن ویزا نتوانست دریافت کند)
- ۲۰۰۲: جایزهٔ ویژهٔ انفال در سلیمانیه (پیره‌مێرد)
- ۲۰۰۳: جایزهٔ مردم بوکان

و چندین جایزهٔ دیگر از مردم کردستان ایران و عراق